# Stanislava Jachnická
Stanislava Jachnická (* 18. srpna 1965 Praha) je česká divadelní a televizní herečka. Je známá dabováním herečky Lisy Kudrow.

## Životopis
Od mládí se věnovala baletu, poté výrazovému tanci ve Vysokoškolském uměleckém souboru. Po maturitě na střední ekonomické škole vystudovala obor herectví na DAMU. Tři roky působila v angažmá ve Východočeském divadle v Pardubicích. Nejraději vzpomíná na hru 14. hrabě Gurney.
Po mateřské dovolené hostovala v divadlech v Hradci Králové, na Kladně a Praze (Divadlo Rokoko, Divadlo v Řeznické, Rubín. Při hostování v městském divadle v Jablonci nad Nisou, si zahrála v komorní hře Lorna a Ted. Jako stálý host vystupovala v inscenaci Všechno na zahradě v Divadle ABC. 
Natočila několik televizních filmů a pohádek, na filmovém plátně se objevila v jedné z hlavních rolí v tragikomedii Postel).
Účinkuje v televizních seriálech (např. Ulice).
Věnuje se dabingu, dabovala Lisu Kudrow v Přátelích a stala se Lisinou hlavní dabérkou (např. ve filmech Přeber si to, Šťastná čísla atd.). Dabuje francouzskou herečku Juliette Binoche.

## Divadlo

### Divadlo ABC
- Naše město (Paní Webbová)
- Vše v zahradě (Cynthia)
- Anna Karenina (Dolly Oblonskaya)[5]
- Lorna a Ted (Lorna)

### Divadlo Rokoko
- Passion (Agnes)

## Filmografie
- 1988 Dotyky

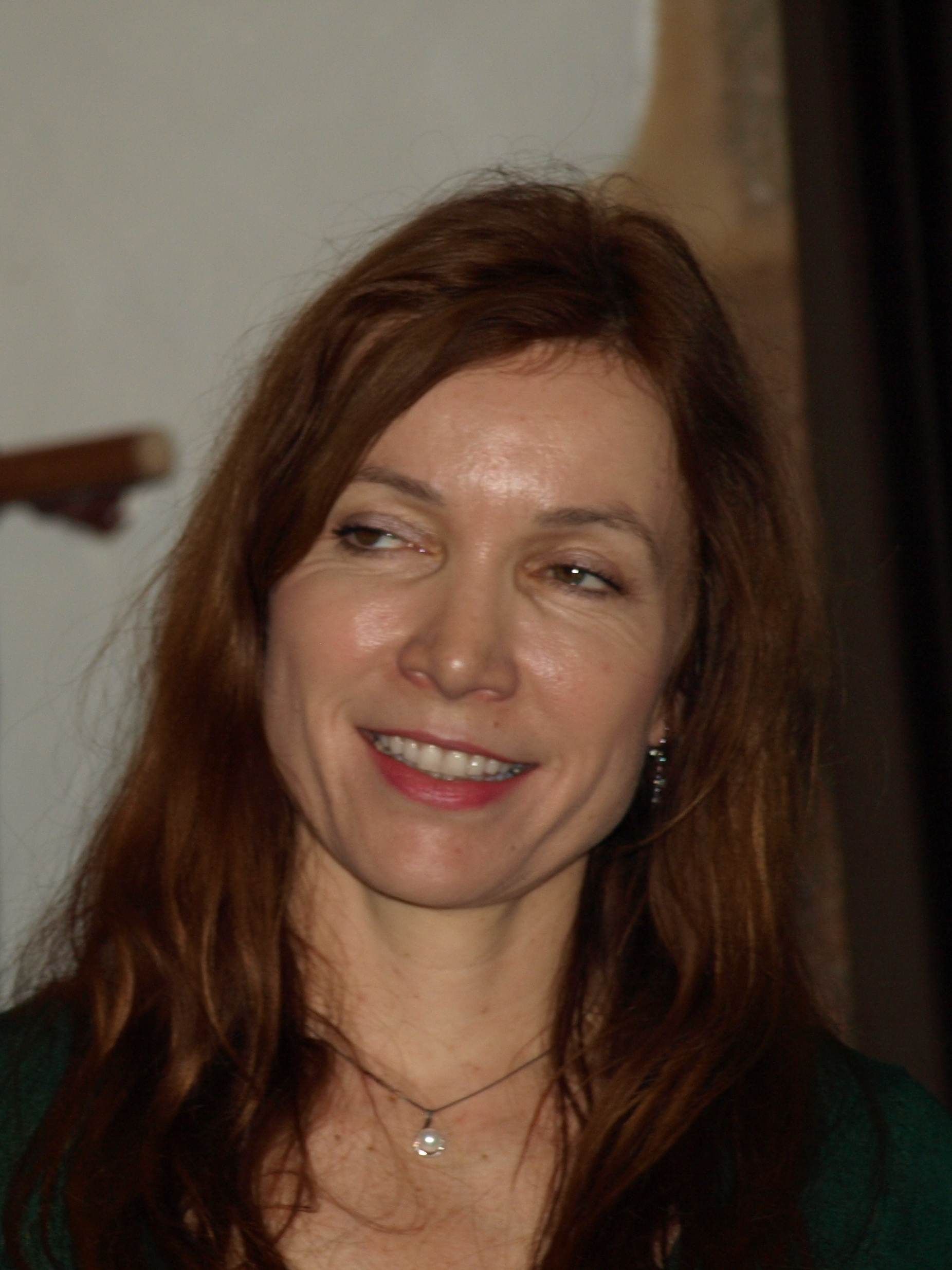
Stanislava Jachnická (2014)

- 1988  Chlapci a chlapi  (TV seriál, role Dana)
- 1995 Fany
- 1997 Postel
- 1997 Smůla
- 2003 PF 77
- 2005 Ulice (TV seriál, role Denisa Mastná)
- 2008 Soukromé pasti (TV seriál)
- 2010 Kriminálka Anděl (TV seriál, díl Podraz; role Kristýna Blahušová)
- 2017 Policie Modrava (TV seriál)
- 2019 Specialisté (TV seriál)

## Osobní život
Je vdaná, má dceru Kristýnu (* 1992) a syna Matyáše (* 1998).